# Pietas
Pietas – rzymska personifikacja przywiązania, pobożności i sumienności. 
Łączona z hellenistycznym podaniem o Caritas Romana, nie była jednak związana z jakimkolwiek rzymskim mitem. Jej atrybutami były róg obfitości oraz bocian. Na rewersach monet przedstawiano ją zazwyczaj jako stojącą lub siedzącą matronę, podczas spełniania ofiary libacyjnej nad ołtarzem; często również wyobrażana w towarzystwie dziecka lub dzieci. Miała własną świątynię na Forum Holitorium, wzniesioną około 191 p.n.e. Wraz z formułą PIETAS AVGVSTI/AVGVSTAE przedstawienie na pieniądzu obiegowym miało symbolizować moralne cnoty władcy lub jego małżonki.